# Teton County (Idaho)
Teton County ist ein County im Bundesstaat Idaho der Vereinigten Staaten. Der Verwaltungssitz (County Seat) ist Driggs.

## Geographie
Das County liegt im Osten von Idaho, grenzt an Wyoming, ist im Norden etwa 70 Kilometer von Montana entfernt und hat eine Fläche von 1167 Quadratkilometern, wovon ein Quadratkilometer Wasserfläche ist. Es grenzt im Uhrzeigersinn an folgende Countys: Fremont County, Madison County und Bonneville County. Das County ist überwiegend durch die Bergkette Teton Range geprägt, im Nordwesten läuft es in die Ebene der Snake River Plain aus.

## Geschichte
Teton County wurde am 26. Januar 1915 aus Teilen des Bingham County, Fremont County und des Madison County gebildet. Benannt wurde es nach den Teton Mountains.
5 Bauwerke und Stätten des Countys sind im National Register of Historic Places eingetragen.

## Demografische Daten
Nach der Volkszählung im Jahr 2000 lebten im Teton County 5.999 Menschen. Davon wohnten 31 Personen in Sammelunterkünften, die anderen Einwohner lebten in 2.078 Haushalten und 1.464 Familien. Die Bevölkerungsdichte betrug 5 Personen pro Quadratkilometer. Ethnisch betrachtet setzte sich die Bevölkerung zusammen aus 91,3 Prozent Weißen, 0,2 Prozent Afroamerikanern, 0,6 Prozent amerikanischen Ureinwohnern, 0,2 Prozent Asiaten, 0,2 Prozent Bewohnern aus dem pazifischen Inselraum und 6,7 Prozent aus anderen ethnischen Gruppen; 0,8 Prozent stammen von zwei oder mehr Ethnien ab. 11,8 Prozent der Bevölkerung waren spanischer oder lateinamerikanischer Abstammung.
Von den 2.078 Haushalten hatten 39,7 Prozent Kinder unter 18 Jahren, die bei ihnen lebten. 60,3 Prozent davon waren verheiratete, zusammenlebende Paare. 5,8 Prozent waren allein erziehende Mütter und 29,5 Prozent waren keine Familien. 21,3 Prozent waren Singlehaushalte und in 5,3 Prozent lebten Menschen mit 65 Jahren oder älter. Die Durchschnittshaushaltsgröße betrug 2,87 und die durchschnittliche Familiengröße war 3,43 Personen.
31,8 Prozent der Bevölkerung waren unter 18 Jahre alt, 8,1 Prozent zwischen 18 und 24 Jahre, 33,8 Prozent zwischen 25 und 44 Jahre, 18,9 Prozent zwischen 45 und 64 Jahre. 7,5 Prozent waren 65 Jahre oder älter. Das Durchschnittsalter betrug 31 Jahre. Auf 100 weibliche Personen kamen 112,7 männliche Personen. Auf 100 Frauen im Alter ab 18 Jahren kamen 114,5 Männer.
Das jährliche Durchschnittseinkommen der Haushalte betrug 41.968 USD, das Durchschnittseinkommen der Familien 45.848 USD. Männer hatten ein Durchschnittseinkommen von 32.309 USD, Frauen 22.243 USD. Das Prokopfeinkommen betrug 17.778 USD. 9,7 Prozent der Familien und 12,9 Prozent der Einwohner lebten unterhalb der Armutsgrenze.

## Orte im County
- Bates
- Cache
- Cedron
- Chapin
- Clawson
- Clementsville
- Darby
- Driggs
- Felt
- Fox Creek
- Judkins
- Sam
- Tetonia
- Twin Forks
- Two Forks
- Victor